# Petrolisthes bolivarensis
Petrolisthes bolivarensis is een tienpotigensoort uit de familie van de Porcellanidae. De wetenschappelijke naam van de soort is voor het eerst geldig gepubliceerd in 2003 door Werding & Kraus.